# Wasilij Skok
Wasilij Uładzimirawicz Skok (biał. Васілій Уладзіміравіч Скок, ros. Василий Владимирович Скок, Wasilij Władimirowicz Skok) – białoruski polityk, deputowany do Rady Najwyższej Republiki Białorusi XIII kadencji.

## Życiorys
W 1995 roku mieszkał w Wołkowysku, pełnił funkcję przewodniczącego sądu ludowego miasta Wołkowyska i rejonu wołkowyskiego. W pierwszej turze uzupełniających wyborów parlamentarnych 29 listopada 1995 roku został wybrany na deputowanego do Rady Najwyższej Republiki Białorusi XIII kadencji z Wołkowyskiego Miejskiego Okręgu Wyborczego Nr 118. 5 grudnia 1995 roku został zarejestrowany przez centralną komisję wyborczą, a 9 stycznia 1996 roku zaprzysiężony na deputowanego. Od 23 stycznia pełnił w niej funkcję członka, a potem zastępcy przewodniczącego Stałej Komisji ds. Regulaminu, Mandatów i Etyki Deputackiej. Był bezpartyjny, należał do popierającej prezydenta Alaksandra Łukaszenkę frakcji „Zgoda”. Od 3 czerwca był członkiem grupy roboczej Rady Najwyższej ds. współpracy z Bundestagiem Republiki Federalnej Niemiec. 27 listopada 1996 roku, po dokonanej przez prezydenta kontrowersyjnej i częściowo nieuznanej międzynarodowo zmianie konstytucji, nie wszedł w skład utworzonej przez niego Izby Reprezentantów Zgromadzenia Narodowego Republiki Białorusi I kadencji. Zgodnie z Konstytucją Białorusi z 1994 roku jego mandat deputowanego do Rady Najwyższej zakończył się 9 stycznia 2000 roku; kolejne wybory do tego organu jednak nigdy się nie odbyły.